# Де Бур, Лаура
Лаура Де Бур (нидерл.  Laura de Boer ; род. 26 февраля 1983 в Амстердаме) — нидерландская актриса театра, кино и телевидения.

## Театр
После окончания в 2006 году театральной школы в Арнеме играла в театральных труппах Oostpool, Els Inc, Theatre EA, молодёжной театральной труппе Huis aan de Amstel, а так же в Национальном театре Нидерландов.

## Кино и телевидение
Телевизионная карьера Лауры Де Бур началась в 2007 году с эпизода в нидерландском сериале "Адвокаты Кейзер и Де Бур". В следующем 2008 году состоялся дебют актрисы в полнометражной картине "Тирамису" режиссёра Паулы ван дер Уст. Далее были работы в голландских сериалах "Ассистент", "Убийственная женщина", "Дорогая Лиза", "Маастрихтские копы", "Холландс Хоуп" и "Веймуд"
С 2016 года актриса регулярно снимается за рубежом, в основном в Германии. Среди её актёрских работ роли в сериалах "Штутгартское убийство", "Одуванчик", "Ку’дамм 59", "Протоколист" и фильмах «Кабель», "Всегда разные", «Выходи за меня — но, пожалуйста, по-индийски».

## Фильмография

### Фильмы
| Год  | Название                                     | Ориг. название                                      | Роль           | Примечания       |
| ---- | -------------------------------------------- | --------------------------------------------------- | -------------- | ---------------- |
| 2008 | Тирамису                                     | Tiramisu                                            | Луна           |                  |
| 2009 | Сердце Джулии                                | Julia’s Hart                                        | Виллемик       | ТВ               |
| 2009 | Буклет Эллен                                 | Het boekje van Ellen                                | Эллен          | Короткометражный |
| 2009 | Счастливый конец                             | Happy End                                           |                |                  |
| 2010 | Лауреат Нобелевской премии                   | De Nobelprijswinnaar                                | Эфи            |                  |
| 2012 | Ты это обещала                               | Du hast es versprochen                              | Кларисса       |                  |
| 2014 | Всегда разные                                | Immer wieder anders                                 | Эйми           | ТВ               |
| 2015 | Кабель                                       | Cord                                                | Таня           |                  |
| 2015 | Выходи за меня — но, пожалуйста, по-индийски | Marry Me — Aber bitte auf Indisch                   | Марта          |                  |
| 2016 | Опасное везение                              | A Dangerous Fortune                                 | Мэйси Робинсон | ТВ               |
| 2017 | Смерть и девушка — третий случай Ван Леувена | Der Tod und das Mädchen — Van Leeuwens dritter Fall | Тесс           | ТВ               |
| 2018 | Немой                                        | Mute                                                | доктор         |                  |
| 2019 | Зимнее сердце: смерть в холодную ночь        | Winterherz: Tod in einer kalten Nacht               | Сильви         | ТВ               |
| 2019 | Фарфоровый                                   | Porcelain                                           | Анна           |                  |

### Телевидение
| Год  | Название на русском      | Название на английском     | Роль              | Примечания                                     |
| ---- | ------------------------ | -------------------------- | ----------------- | ---------------------------------------------- |
| 2007 | Адвокаты Кейзер и Де Бур | Keyzer & De Boer Advocaten | Лотти Берендс     | Эпизод 2х09 «Sekssomnia»                       |
| 2009 | Ассистент                | De Co-assistent            | Соня Стефаний     | эпизод 3.02 «Последний танец»                  |
| 2010 | Кровные родственники     | Bloedverwanten             | Роза              | 4 эпизода                                      |
| 2010 | Этаж                     | De vloer op                | девушка/дочь      | 2 эпизода                                      |
| 2011 | Штутгартское убийство    | SOKO Stuttgart             | Лилли Марбах      | эпизод 3.13 «Вы умираете только дважды»        |
| 2012 | Одуванчик                | Löwenzahn                  | Люси              | эпизод 31.13 «Каменный век — фальшивая Венера» |
| 2013 | Убийственная женщина     | Moordvrouw                 | Хелен Пикок       | эпизод 2.02 «Уникальный экземпляр»             |
| 2013 | Дорогая Лиза             | Lieve Liza                 | Марайя            | эпизод 1.09 «Йохан»                            |
| 2013 | Маастрихтские копы       | Flikken Maastricht         | Саманта           | эпизод 7.03 «Паук»                             |
| 2014 | Пилигрим                 | Die Pilgerin               | Фелиция из Беарна | 2 эпизода                                      |
| 2014 | Холландс Хоуп            | Hollands Hoop              | Ирина             | эпизод 1.04 «Голландская Страсть»              |
| 2016 | Туннель                  | The Tunnel                 | Эрика Кляйн       | 7 эпизодов                                     |
| 2016 | Веймуд                   | Weemoedt                   | Фрей              | 10 эпизодов                                    |
| 2017 | Второго шанса нет        | Keine zweite Chance        | Алисия            | 2 эпизода                                      |
| 2018 | Ку’дамм 59               | Ku’damm 59                 | Нинетт Рабе       | 3 эпизода                                      |
| 2018 | Протоколист              | Die Protokollantin         | Ясмин Якоби       | 6 эпизодов                                     |
| 2019 |                          | Für Umme — Die Serie       | грабитель         | эпизод 1.11 «Супермаркет»                      |
| 2019 | Брехт                    | Brecht                     | Изот Килиан       | 2 эпизода                                      |